# Combiné alpin femmes des championnats du monde de ski alpin 2023
Navigation
Cortina d'Ampezzo 2021 Saalbach 2025
Le Combiné alpin femmes des Championnats du monde de ski alpin 2023 se déroule le 6 février 2023  à Méribel en France. Federica Brignone remporte sa première médaille d'or aux championnats du monde. Elle construit son succès en dominant largement le Super-G avec une avance importante pour le slalom où plusieurs spécialistes de la vitesse ne prennent pas le départ, ses rivales étant principalement Mikaela Shiffrin à 96/100 de seconde et Wendy Holdener à 1 s 66. Mais la skieuse italienne brille aussi dans le slalom dont elle réalise le deuxième meilleur temps. Shiffrin, tenante du titre, est en train de rattraper son retard quand elle enfourche à deux portes de l'arrivée. Holdener réalise le meilleur temps et remporte sa troisième médaille mondiale dans la discipline après l'or en 2017 et en 2019. Solide dans le slalom, Ricarda Haaser  prend le bonze à 2 s 26 de Brignone. 

## Médaillés
| Or                | Argent         | Bronze         |
| Federica Brignone | Wendy Holdener | Ricarda Haaser |

## Résultats
Le départ du super-G est donné à 11 h 00, celui de la manche de slalom à 14 h 30, les concurrentes s'élancent dans l'ordre du classement du Super-G,
| Rang               | Dossard              | Nom                     | Pays               | Super-G       | Rang                               | Slalom                             | Rang                               | Total                              | Diff      |
| ------------------ | -------------------- | ----------------------- | ------------------ | ------------- | ---------------------------------- | ---------------------------------- | ---------------------------------- | ---------------------------------- | --------- |
| Médaille d'or      | 15                   | Federica Brignone       | Italie             | 1 min 10 s 28 | 1                                  | 47 s 19                            | 2                                  | 1 min 57 s 47                      | —         |
| Médaille d'argent  | 7                    | Wendy Holdener          | Suisse             | 1 min 11 s 94 | 15                                 | 47 s 15                            | 1                                  | 1 min 59 s 09                      | + 1 s 62  |
| Médaille de bronze | 30                   | Ricarda Haaser          | Autriche           | 1 min 11 s 37 | 8                                  | 48 s 36                            | 3                                  | 1 min 59 s 73                      | + 2 s 26  |
| 4                  | 13                   | Ramona Siebenhofer      | Autriche           | 1 min 11 s 18 | 5                                  | 48 s 77                            | 5                                  | 1 min 59 s 95                      | + 2 s 48  |
| 5                  | 4                    | Franziska Gritsch       | Autriche           | 1 min 11 s 35 | 7                                  | 48 s 83                            | 6                                  | 2 min 00 s 18                      | + 2 s 71  |
| 6                  | 11                   | Michelle Gisin          | Suisse             | 1 min 11 s 86 | 14                                 | 49 s 04                            | 7                                  | 2 min 00 s 90                      | + 3 s 43  |
| 7                  | 9                    | Laura Gauché            | France             | 1 min 11 s 67 | 11                                 | 49 s 51                            | 8                                  | 2 min 01 s 18                      | + 3 s 71  |
| 8                  | 1                    | Emma Aicher             | Allemagne          | 1 min 12 s 85 | 23                                 | 48 s 40                            | 4                                  | 2 min 01 s 25                      | + 3 s 78  |
| 9                  | 19                   | Elena Curtoni           | Italie             | 1 min 11 s 06 | 4                                  | 50 s 46                            | 11                                 | 2 min 01 s 52                      | + 4 s 05  |
| 10                 | 23                   | Marie-Michèle Gagnon    | Canada             | 1 min 12 s 14 | 18                                 | 50 s 24                            | 9                                  | 2 min 02 s 38                      | + 4 s 91  |
| 11                 | 25                   | Maryna Gąsienica-Daniel | Pologne            | 1 min 12 s 03 | 17                                 | 50 s 56                            | 12                                 | 2 min 02 s 59                      | + 5 s 12  |
| 12                 | 26                   | Priska Nufer            | Suisse             | 1 min 12 s 74 | 21                                 | 50 s 32                            | 10                                 | 2 min 03 s 06                      | + 5 s 59  |
| 13                 | 24                   | Isabella Wright         | États-Unis         | 1 min 12 s 84 | 22                                 | 50 s 84                            | 13                                 | 2 min 03 s 68                      | + 6 s 21  |
| 14                 | 2                    | Valérie Grenier         | Canada             | 1 min 11 s 55 | 9                                  | 52 s 55                            | 16                                 | 2 min 04 s 10                      | + 6 s 63  |
| 15                 | 29                   | Elvedina Muzaferija     | Bosnie-Herzégovine | 1 min 13 s 14 | 24                                 | 51 s 92                            | 15                                 | 2 min 05 s 06                      | + 7 s 59  |
| 16                 | 12                   | Greta Small             | Australie          | 1 min 13 s 89 | 26                                 | 53 s 43                            | 17                                 | 2 min 07 s 32                      | + 9 s 85  |
| 17                 | 22                   | Noa Szőllős             | Israël             | 1 min 15 s 81 | 28                                 | 51 s 64                            | 14                                 | 2 min 07 s 45                      | + 9 s 98  |
| 18                 | 10                   | Cande Moreno            | Andorre            | 1 min 13 s 26 | 25                                 | 54 s 24                            | 18                                 | 2 min 07 s 50                      | + 10 s 03 |
|                    | 5                    | Romane Miradoli         | France             | 1 min 11 s 95 | 16                                 | Abandon                            | Abandon                            | Abandon                            | Abandon   |
| 14                 | Mikaela Shiffrin     | États-Unis              | 1 min 11 s 24      | 6             | Disqualifiée                       | Disqualifiée                       | Disqualifiée                       | Disqualifiée                       |           |
| 16                 | Ragnhild Mowinckel   | Norvège                 | 1 min 10 s 99      | 2             | n'ont pas pris le départ du slalom | n'ont pas pris le départ du slalom | n'ont pas pris le départ du slalom | n'ont pas pris le départ du slalom |           |
| 31                 | Lara Gut-Behrami     | Suisse                  | 1 min 10 s 99      | 2             | n'ont pas pris le départ du slalom | n'ont pas pris le départ du slalom | n'ont pas pris le départ du slalom | n'ont pas pris le départ du slalom |           |
| 18                 | Ilka Štuhec          | Slovénie                | 1 min 11 s 56      | 10            | n'ont pas pris le départ du slalom | n'ont pas pris le départ du slalom | n'ont pas pris le départ du slalom | n'ont pas pris le départ du slalom |           |
| 32                 | Tessa Worley         | France                  | 1 min 11 s 67      | 11            | n'ont pas pris le départ du slalom | n'ont pas pris le départ du slalom | n'ont pas pris le départ du slalom | n'ont pas pris le départ du slalom |           |
| 21                 | Alice Robinson       | Nouvelle-Zélande        | 1 min 11 s 73      | 13            | n'ont pas pris le départ du slalom | n'ont pas pris le départ du slalom | n'ont pas pris le départ du slalom | n'ont pas pris le départ du slalom |           |
| 28                 | Cornelia Hütter      | Autriche                | 1 min 12 s 16      | 19            | n'ont pas pris le départ du slalom | n'ont pas pris le départ du slalom | n'ont pas pris le départ du slalom | n'ont pas pris le départ du slalom |           |
| 3                  | Sofia Goggia         | Italie                  | 1 min 12 s 20      | 20            | n'ont pas pris le départ du slalom | n'ont pas pris le départ du slalom | n'ont pas pris le départ du slalom | n'ont pas pris le départ du slalom |           |
| 33                 | Ania Monica Caill    | Roumanie                | 1 min 14 s 44      | 27            | n'ont pas pris le départ du slalom | n'ont pas pris le départ du slalom | n'ont pas pris le départ du slalom | n'ont pas pris le départ du slalom |           |
| 6                  | Marta Bassino        | Italie                  | Abandon            | Abandon       | Abandon                            | Abandon                            | Abandon                            | Abandon                            |           |
| 8                  | Tricia Mangan        | États-Unis              | Abandon            | Abandon       | Abandon                            | Abandon                            | Abandon                            | Abandon                            |           |
| 17                 | Karen Smadja-Clément | France                  | Abandon            | Abandon       | Abandon                            | Abandon                            | Abandon                            | Abandon                            |           |
| 20                 | Kajsa Vickhoff Lie   | Norvège                 | Abandon            | Abandon       | Abandon                            | Abandon                            | Abandon                            | Abandon                            |           |
| 27                 | Breezy Johnson       | États-Unis              | Abandon            | Abandon       | Abandon                            | Abandon                            | Abandon                            | Abandon                            |           |